# Zákon o zvláštních řízeních soudních
Zákon o zvláštních řízeních soudních je zákon přijatý Parlamentem České republiky dne 12. září 2013. Zákon byl vyhlášen dne 27. září 2013 ve Sbírce zákonů pod č. 292/2013 Sb. a nabyl účinnosti v souvislosti s rekodifikací českého soukromého práva k 1. lednu 2014. Upravuje především nesporná řízení, která byla vyčleněna z občanského soudního řádu, a dále některá sporná řízení, která ale mají zvláštní povahu (např. řízení o rozvod manželství). 
Na českém území platil v letech 1855–1950 obdobný zákon č. 208/1854 ř. z., o soudním řízení v nesporných věcech právních, doplněný roku 1931 zákonem č. 100/1931 Sb. z. a n., o základních ustanoveních soudního řízení nesporného.

## Systematika
Zákon se skládá ze třech částí o celkem 518 paragrafech:
1. Obecná část (§ 1-30)
2. Zvláštní část
  - Hlava I. Řízení o některých otázkách týkajících se fyzických osob
    - Díl 1. Řízení o podpůrných opatřeních a řízení ve věcech svéprávnosti (§ 31-49)
    - Díl 2. Řízení ve věcech nezvěstnosti a smrti (§ 50-64)
    - Díl 3. Řízení o přivolení k zásahu do integrity (§ 65)
    - Díl 4. Řízení ve věcech vyslovení přípustnosti převzetí nebo držení ve zdravotním ústavu (§ 66-84)

  - Hlava II. Řízení o některých otázkách týkajících se právnických osob a ve věcech svěřenského fondu
    - Díl 1. Řízení o některých otázkách týkajících se právnických osob (§ 85-93)
    - Díl 2. Řízení ve věcech svěřenského fondu (§ 94-97)

  - Hlava III. Řízení o pozůstalosti
    - Díl 1. Společná ustanovení (§ 98-136)
    - Díl 2. Projednání dědictví (§ 137-193)
    - Díl 3. Nabytí dědictví následným dědicem (§ 194)
    - Díl 4. Likvidace pozůstalosti (§ 195-280)
    - Díl 5. Úschovy v řízení o pozůstalosti (§ 281-288)

  - Hlava IV. Jiná řízení
    - Díl 1. Řízení o úschovách (§ 289-302)
    - Díl 2. Řízení o umoření listin (§ 303-315)
    - Díl 3. Řízení ve věcech kapitálového trhu (§ 316-322)
    - Díl 4. Řízení o předběžném souhlasu s provedením šetření ve věcech ochrany hospodářské soutěže (§ 323-331)
    - Díl 5. Řízení o nahrazení souhlasu zástupce České advokátní komory k seznámení se s obsahem listin (§ 332-341)
    - Díl 6. Řízení o plnění povinností z předběžného opatření Evropského soudu pro lidská práva (§ 342-348)
    - Díl 7. Řízení ve věcech voleb do rady zaměstnanců, voleb zástupců pro oblast bezpečnosti a ochrany zdraví při práci a voleb členů zvláštního vyjednávacího výboru evropské družstevní společnosti (§ 349-353)
    - Díl 8. Řízení o soudním prodeji zástavy (§ 354-358)
    - Díl 9. Řízení o zákazu výkonu práv spojených s účastnickými cennými papíry (§ 359-366)

  - Hlava V. Řízení ve věcech rodinněprávních (§ 367-513)
    - Díl 1. Průběh řízení (§ 367-491)
    - Díl 2. Výkon rozhodnutí (§ 492-513)
3. Přechodná a závěrečná ustanovení (§ 514-518)